# Elise Sergent
Héloise-Marie ("Elise") Sergent, född 1822, död 1847, känd under sitt artistnamn "La reine Pomaré", var en fransk dansare och kurtisan. Officiellt dansare, tillhörde hon de mer uppmärksammade kurtisanerna under Ludvig Filips senare regeringstid. Hon ruinerades av revolutionen 1848 och ska ha slutat sitt liv i misär.